# Смолёвка ползучая
Смолёвка ползучая, или Смолёвка приятная (лат. Silene repens), — вид многолетних растений рода Смолевка (Silene) семейства Гвоздичные (Caryophyllaceae)

## Ботаническое описание
Всё растение коротко опушенное.
Корневище длинно-ползучее, тонкое.
Стебли прямые, в числе нескольких, при основании восходящие, 15—60 см длиной, вверху обычно железистые, реже голые.
Листья от ланцетовидно-линейных до линейных, у основания коротко реснитчатые, 2—7 см длиной, 2—7 мм шириной.
Соцветие короткое, узко-метельчатое, состоящее из цветков на коротких цветоножках, которые короче чашечки. Прицветники травянистые, овально-ланцетные. Чашечка булавовидная, немного вздутая наверху, 11—16 мм длиной, 3—5 мм шириной, коротко-опушенная, с пурпурными жилками и тупыми по краю пленчатыми зубцами. Лепестки от беловатых до желтоватых, почти вдвое длиннее чашечки, на 1/3 надрезанные на широкие овальные доли.
Коробочка яйцевидная, 6—7 мм длиной, на коротко опушенном карпофоре (5—6 мм длиной).
Семена почковидные, до 1 мм длиной, штриховатые.

### Число хромосом
2n = 24 (Восточный Саян, хребет Тункинский); 2n = 64 (Тыва, Барлык)

## Распространение и экология
Растёт на суходольных и степных лугах, на луговых и каменистых склонах гор, на которых поднимается высоко, нередко почти до границы лесного пояса.
Распространена в Сибири, на Дальнем Востоке, в Японии, в Северо-Восточном Китае, на Корейском полуострове, по всему Алтаю от западных предгорий г. Змеиногорска и на юго-восток до истоков р. Чуи.
Хорошо размножается в культуре семенами. Применение фитогормонов и элиситоров приводит к повышению концентрации экдистероидов и флавоноидов в растении.

## Химический состав
В траве смолевки ползучей обнаружены экдистероиды, в том числе 20-гидроксиэкдизон (0,4—1,1 %), полиподин В, интегристерон А, 2-дезоксиэкдизон, 2-дезокси-20-гидроксиэкдизон, 26-гидроксиинтегристерон А, 20,26-дигидроксиэкдизон (подэкдизон С), 26-гидроксиполиподин В, туркестерон, 26-гидроксиэкдизон, 20-гидроксиэкдизон-2-О-ацетат и 20-гидроксиэкдизон-25-О-ацетат (витикостерон Е), а также флавоноиды витексин (апигенин-8-С-глюкозид), изовитексин (апигенин-6-С-глюкозид), изоориентин-2ʹʹ-О-арабинозид, изовитексин-2ʹʹ-О-арабинозид, карлинозид (луценин-5), изовитексин-2ʹʹ-О-ксилозид, шафтозид (апигенин-6-С-глюкозид-8-С-арабинозид), виценин-2 (апигенин-6,8-ди-С-глюкозид), луценин-3 (лютеолин-6-С-глюкозид-8-С-ксилозид), изоориентин (лютеолин-6-С-глюкозид, гомоориентин, леспекапитиозид), изошафтозид (апигенин-6-С-арабинозид-8-С-глюкозид), сапонарин (изовитексин-7-О-глюкозид), изомоллюпентин-7-О-глюкозид-2ʹʹ-О-арабинозид, виценин-3 (апигенин-6-С-глюкозид-8-С-ксилозид), свертизин-2ʹʹ-О-арабинозид, изовитексин-2ʹʹ-О-глюкозид, генкванин-6,8-ди-С-глюкозид, изоскопарин, генкванин-6-С-глюкозид-8-С-арабинозид, спинозин, 7,3ʹ-ди-О-метилизоориентин, силенерепин (5-гидрокси-7,4ʹ-диметоксифлавон-6,8-ди-С-β-D-глюкопиранозид), свертизин (флавокоммелитин) и свертизин-2''-О-глюкозид.

## Значение и применение
В Тибетской медицине цветки смолевки ползучей применялись под названием lug sug pa для лечения болезней желудка, насморка, болезней ушей и глухоты, а также в составе лекарств для ран и запоров. Корни растения (тиб. sug pa) использовали как отвар при задержке мочи и в виде порошка для заживления ран.
Экстракты травы смолевки ползучей обладают антиоксидантной активностью и оказывают иммуностимулирующее действие, ослабляя супрессивный эффект циклофосфамида на фагцитоз перитонеальных макрофагов.
Хорошо поедается северным оленем (Rangifer tarandus).

## Синонимы
- Cucubalus congestus Willd. ex Cham. & Schltdl.
- Silene fauriei H.Lév. & Vaniot
- Silene gypsophiloides Schrank
- Silene gysophila Desf.
- Silene pachyrhiza Franch.
- Silene purpurata Greene
- Silene repens var. costata (F.N.Williams) B.Boivin
- Silene repens var. glandulosa Y.W.Cui & L.H.Zhou
- Silene repens var. sinensis (F.N.Williams) C.L.Tang
- Silene scouleri var. costata F.N.Williams
- Silene sobolifera Schott ex Rchb.
- Silene ssojutica Less. ex Ledeb.